# میدان مریون
میدان مریون (انگلیسی: Merrion Square) یک میدان معروف با معماری جرجی در شهر دوبلین در ایرلند است.
این میدان دارای بخش پارک نیز می‌باشد.

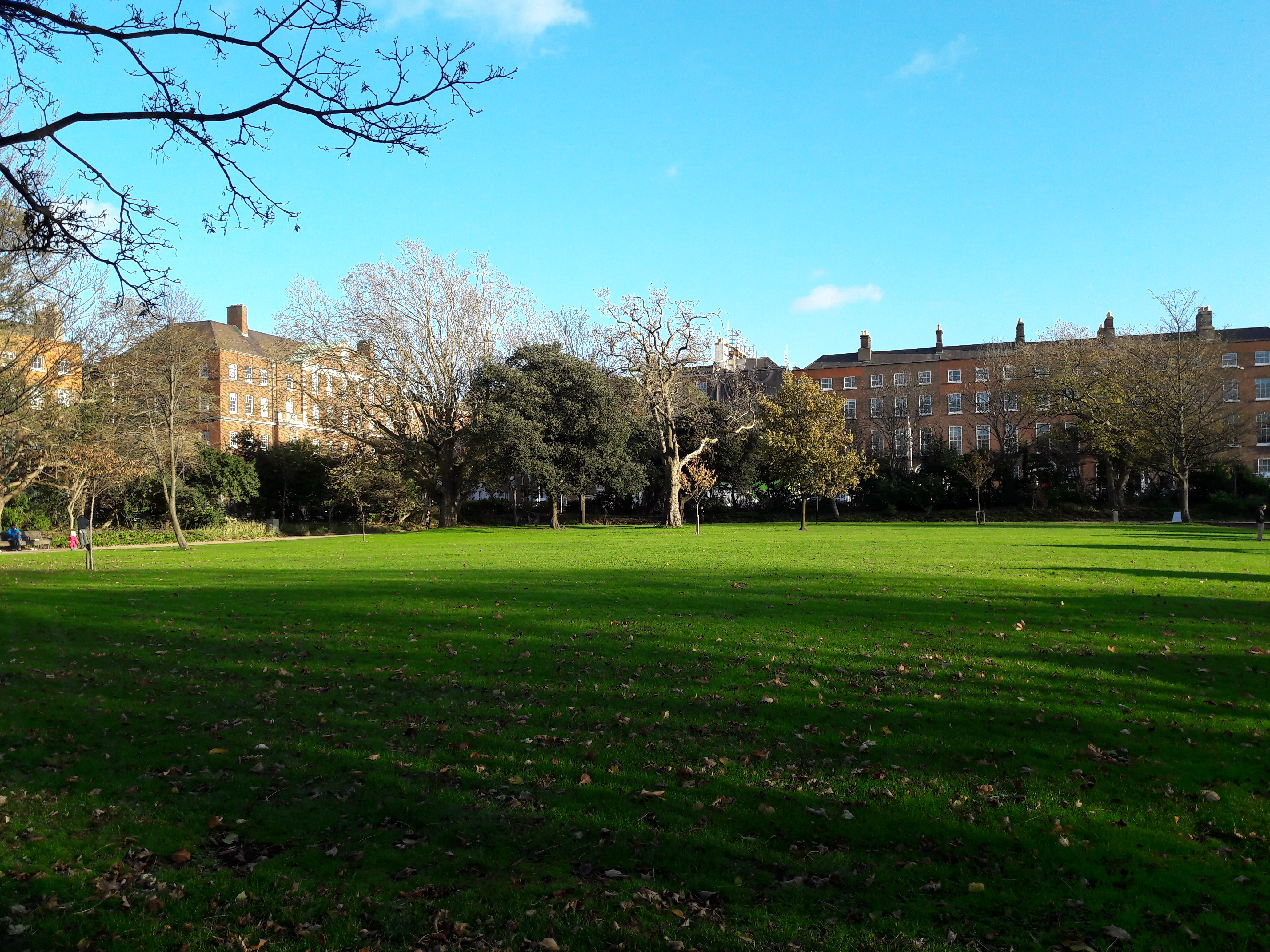
پارک میدان مریون